# Haverstraw

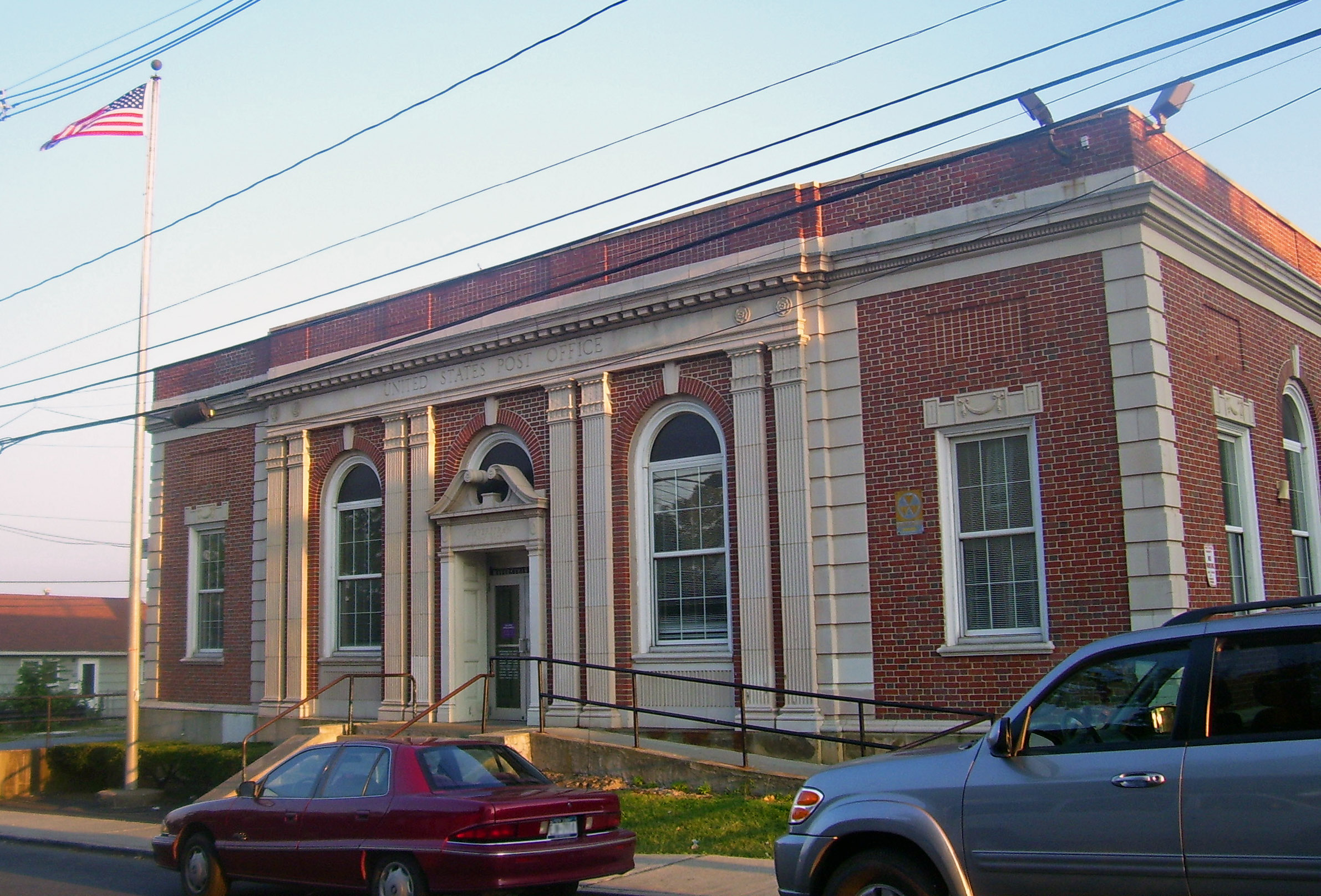
Oficina Postal

Haverstraw es un pueblo ubicado en el condado de Rockland en el estado estadounidense de Nueva York. En el año 2000 tenía una población de 33,811 habitantes y una densidad poblacional de 582.3 personas por km².

## Geografía
Haverstraw se encuentra ubicado en las coordenadas 41°7′34″N 73°58′49″O / 41.12611, -73.98028. Según la Oficina del Censo, la ciudad tiene un área total de 71,4 km² (27,6 mi²), de la cual 58,1 km² (22,4 mi²) es tierra y 13,3 km² (5,1 mi²) (18.66%) es agua.

## Demografía
Según la Oficina del Censo en 2007 los ingresos medios por hogar en la localidad eran de $53,850, y los ingresos medios por familia eran $61,119. Los hombres tenían unos ingresos medios de $40,109 frente a los $31,979 para las mujeres. La renta per cápita para la localidad era de $22,188. Alrededor del 10.6% de la población estaban por debajo del umbral de pobreza.

## Educación
El Distrito Escolar East Ramapo Central sirve una parte del pueblo.